# První novinová společnost
První novinová společnost a.s. (dříve Poštovní novinová služba, zkratka PNS) je akciová společnost, která se zabývá rozesíláním novin, časopisů a letáků. Největšími akcionáři jsou MAFRA (37,5 %), Vltava Labe Media (35 %) a Czech News Center (27 %).

## Historie
Přejmenováním Poštovní doručovací služby (vzniklé po roce 1946) začal být v roce 1950 užíván název Poštovní novinová služba (PNS); ta byla později řízena Ústředním ředitelstvím spojů. Zasílala český a zahraniční tisk a zároveň provozovala novinové stánky. Tyto stánky nejprve převzala od původních majitelů, posléze od 60. let začala využívat stánky jednotného designu série Super D s červeno-žlutým povrchem. 

## Současnost
První novinová společnost a.s. vznikla v roce 1992.
Dne 15. října 2021 zveřejnil ÚOHS, že zahájil na návrh České pošty správní řízení ve věci spojení PNS a České pošty, týkajícího se části PNS.

## Galerie

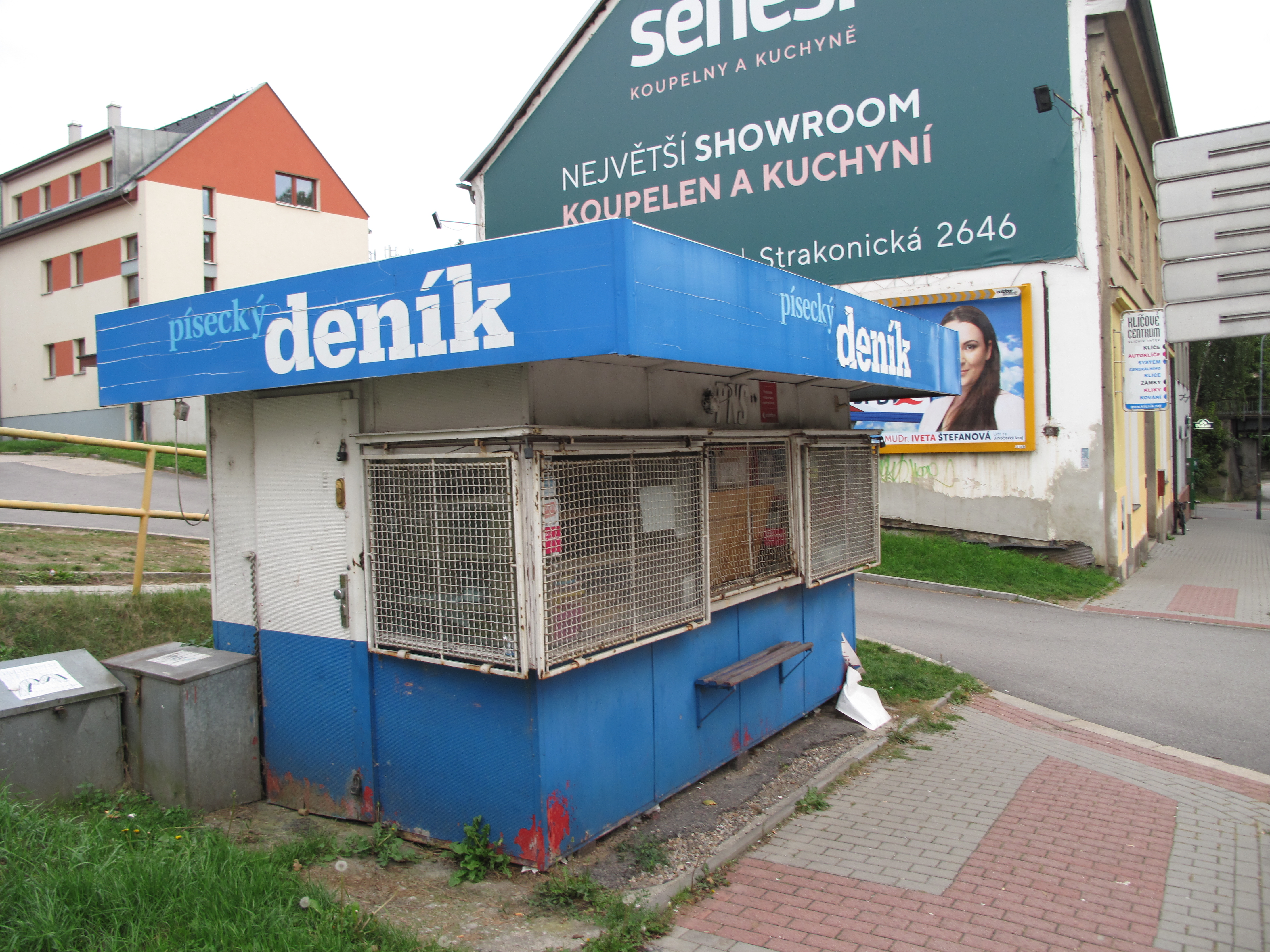
Stánek ze série Super D na Nádražní ulici v Písku (2021)
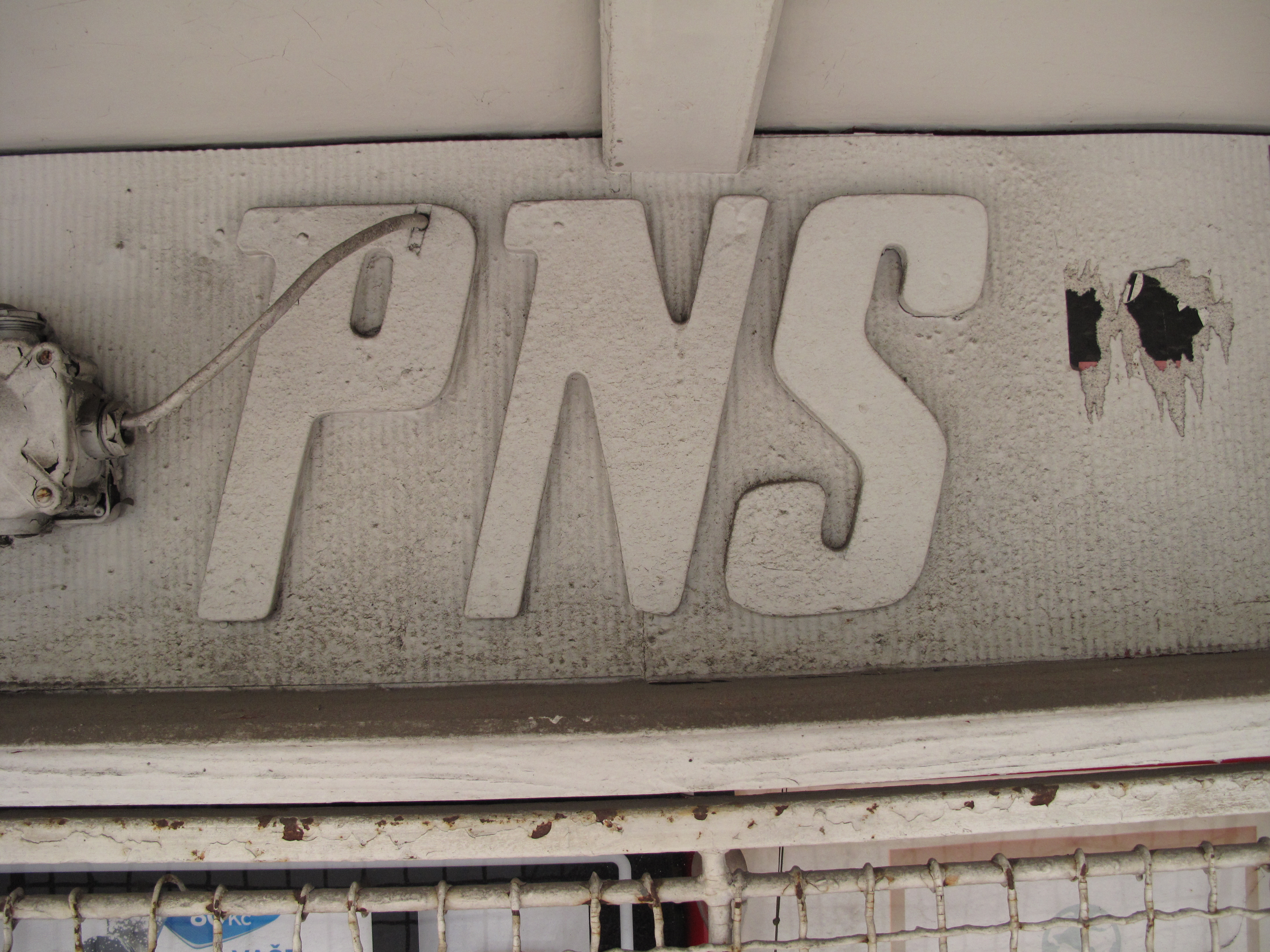
Nápis PNS na stánku